# Einar Eriksson (politiker)
Joel Einar Eriksson (i riksdagen kallad Eriksson i Uppsala), född 10 december 1905 i Abisko, död 28 december 1971 i Uppsala, var direktör och socialdemokratisk riksdagspolitiker.
Eriksson var landstingsledamot från 1943 och ledamot av riksdagens första kammare 1947-1970 för Stockholms läns och Uppsala läns valkrets.